# Larks from the Ark
Larks From The Ark è un album reggae/dub di Lee Perry contenente produzioni del cosiddetto periodo Black Ark e pubblicato in Gran Bretagna dall'etichetta Nectar nel 1995.
Il disco contiene materiale registrato nel periodo compreso tra il 1976 e il 1979 presso i mitici Black Ark studios, gli studi di registrazione di Lee Perry.

## Tracce
1. Conscious Man - Jolly Brothers
2. Nuh Fe Run Down - Lee Perry
3. Freedom - Lee Perry & Earl Sixteen
4. Brotherly Love - Jolly Brothers
5. Groovy Situation - Keith Rowe
6. Them Don't Know Love - Righteous Vibes
7. Rasta Far I - Leroy Sibbles
8. Forward With Love - Mystic Eyes
9. Such Is Life - Lord Creator
10. Elaine - Mystic Eyes
11. Don't Be Afraid - George Faith
12. Cool Down - Jolly Brothers
13. School Girl - Lee Perry & Mikey Dread
14. I've Never Had It So Good - Bunny Scott
15. Four And Twenty Dreadlock - Prodical
16. What's The Use - Bunny Scott
17. African Freedom - Brother Hood
18. Colour - Jolly Brothers